# Richton Park
Richton Park és una població dels Estats Units a l'estat d'Illinois. Segons el cens del 2000 tenia 12.533 habitants.

## Demografia
Segons el cens del 2000, Richton Park tenia 12.533 habitants, 4.578 habitatges, i 3.200 famílies. La densitat de població era de 1.435,9 habitants/km².
Dels 4.578 habitatges en un 39,3% hi vivien nens de menys de 18 anys, en un 47,5% hi vivien parelles casades, en un 18,5% dones solteres, i en un 30,1% no eren unitats familiars. En el 26,1% dels habitatges hi vivien persones soles el 7,1% de les quals corresponia a persones de 65 anys o més que vivien soles. El nombre mitjà de persones vivint en cada habitatge era de 2,68 i el nombre mitjà de persones que vivien en cada família era de 3,25.
Per edats la població es repartia de la següent manera: un 28,8% tenia menys de 18 anys, un 8,8% entre 18 i 24, un 32,7% entre 25 i 44, un 22,1% de 45 a 60 i un 7,6% 65 anys o més.
L'edat mediana era de 33 anys. Per cada 100 dones de 18 o més anys hi havia 78,2 homes.
La renda mediana per habitatge era de 48.299 $ i la renda mediana per família de 58.661 $. Els homes tenien una renda mediana de 44.637 $ mentre que les dones 35.231 $. La renda per capita de la població era de 22.626 $. Aproximadament el 4,2% de les famílies i el 7% de la població estaven per davall del llindar de pobresa.

## Poblacions properes
El següent diagrama mostra les poblacions més properes.